# Nokia 3200

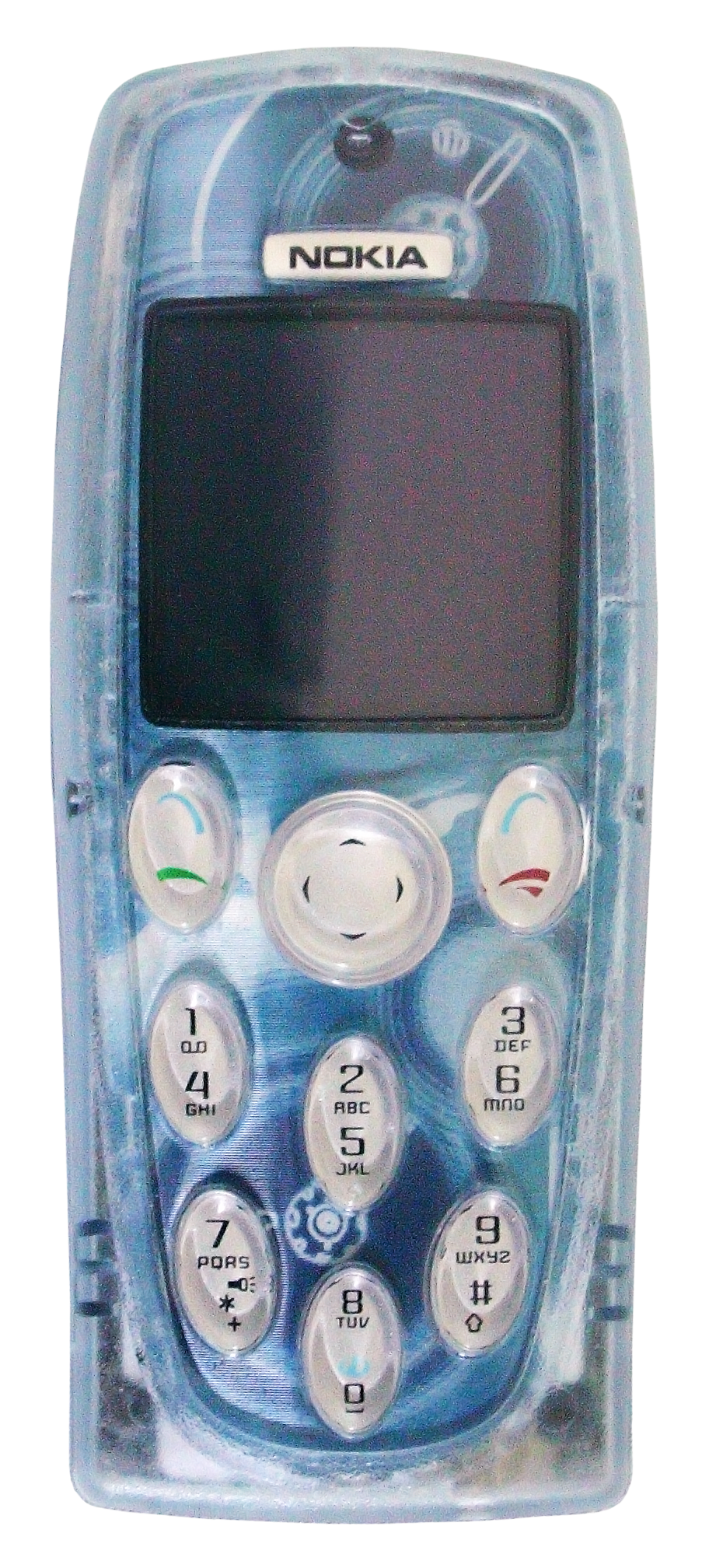
Nokia 3200

Le Nokia 3200 est un téléphone mobile sorti en 2003 et faisant partie d'une série destinée aux jeunes lancée par la marque Nokia.
Basé sur la même plateforme que la série 40, il comprend une caméra CIF, un navigateur XHTML, un radio-réveil, une DEL, une radio FM et un écran de 128 × 128 pixels pour 4 096 couleurs.
On peut jouer à des jeux Java sur cet appareil. Le calendrier de ce GSM inclut une fonction calendrier lunaire. La DEL qui sert de lampe de poche s'active en poussant sur la touche astérisque. L'appareil photo est au verso. Il peut jouer des sonneries monophoniques et polyphoniques. Il a la fonction inédite de permettre de « créer » ses propres coques.
En fin de production, il est remplacé par le Nokia 3220.